# Simon Tofield

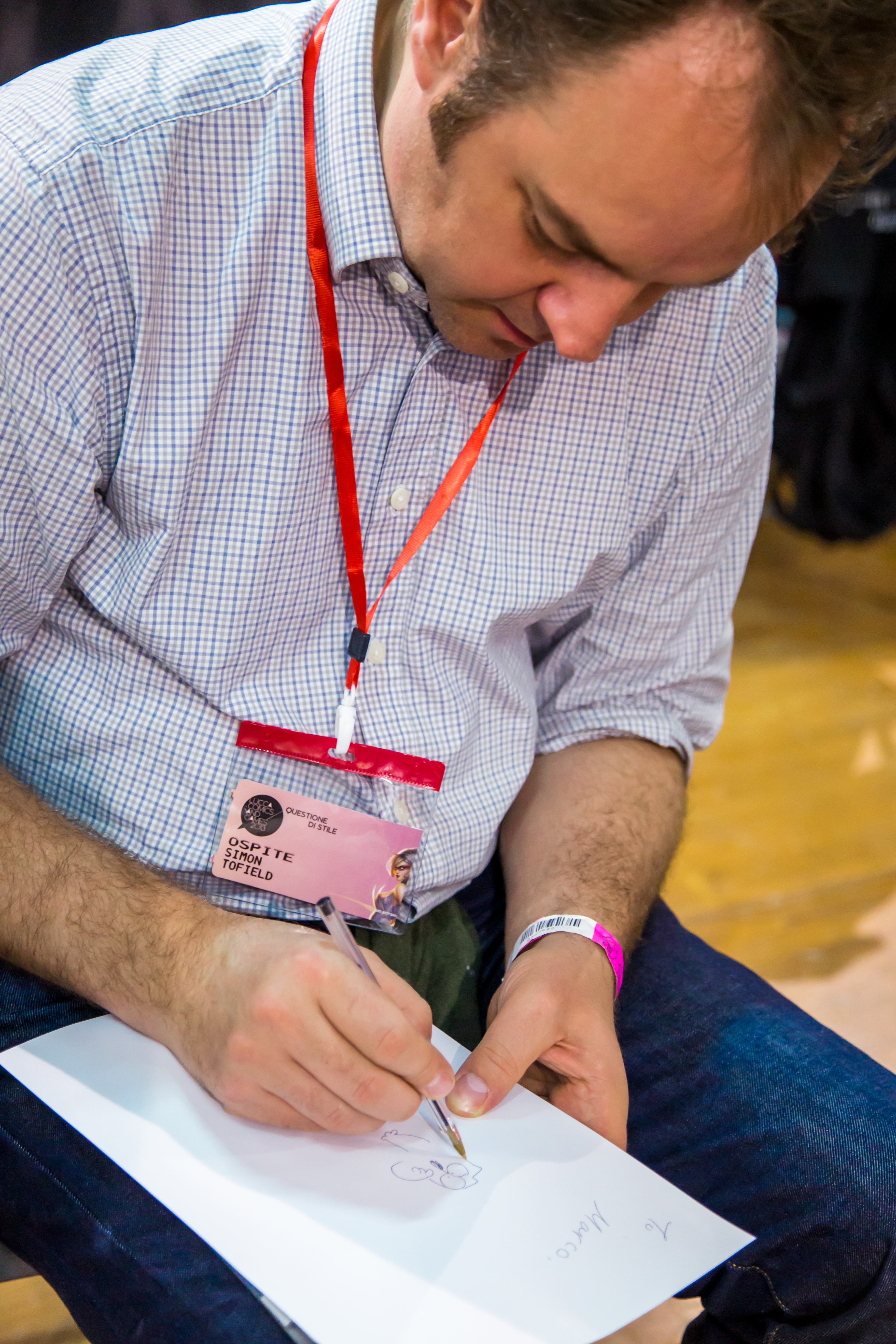
Simon Tofield zeichnet Simon’s Cat (2013)

Simon Tofield (eigentlich Simon Tofieldd, * 1971) ist ein britischer Autor, Illustrator, Animator, Filmregisseur, Filmeditor und Effektekünstler. Er ist der Erfinder der beliebten Zeichentrickfilm-, Buch- und Daily-strip-Reihe Simon’s Cat.

## Leben
2008 erfand Tofield bei Tests von Adobe Flash die durch seine vier Katzen inspirierte Figur Simon’s Cat. Dem ersten Film Simon’s Cat folgte eine Reihe von Filmen, Daily strips und auch Büchern. Er lebt mit Frau und vier Katzen in Bedfordshire.

## Filmografie
- 1997: Flatworld (Flatworld)
- 1998: Lost in Space (Lost in Space)
- 2001: Ein Weihnachtsmärchen (Christmas Carol: The Movie)
- 2002: Mr. Bean (Mr. Bean: The Animated Series)
- 2008–2013: Simon’s Cat (Simon’s Cat)

## Bücher
- 2009: Simons Katze (Simon’s Cat)
- 2010: Simons Katze – Der Zaunkönig (Simon’s Cat – Beyond the Fence)
- 2011: Simons Katze – Kätzchenchaos (Simon’s Cat in Kitten Chaos)
- 2012: Simons Katze gegen den Rest der Welt! (Simon’s Cat vs. the World)
- 2013: Simons Katze – Hoch die Tatzen! (The Bumper Book of Simon's Cat)